# Місюра Вадим Ярославович
Місюра Вадим Ярославович (нар. 23 вересня 1962, Львів) — український політик та громадський діяч.

## Життєпис
1984 року закінчив Український поліграфічний інститут ім. Федорова (інженерно-економічний факультет, спеціалізація «журналістика»). За фахом — редактор наукової, технічної і інформаційної літератури.
1984-89 — інструктор заввідділу у Львівському міськкомі ЛКСМУ, другий секретар Ленінського райкому ЛКСМУ Львова.
З кінця 1980-х — у бізнесі. 1989—1993 — старший експерт фірми «ЕЛПО-Електрон», керівником МП «Інфомасо», 1993—1996 — керував відділом імпорту та маркетингу, був заступником директора ЗТФ «ЛОРТА-Імпекс», 1996—1997 — комерційний директор ВКФ «Комтекс».
Згодом повернувся до політики — став членом Соціалістичної партії України. Очолив Соціалістичний конгрес молоді. З 1997 - консультант у Секретаріаті ВРУ.
1998 — обраний до ВРУ за партійним списком блоку СПУ і Селянської партії (№ 26 в списку). Очолив підкомітет з питань молодіжної політики парламентського комітету з питань молодіжної політики, фізичної культури і спорту (з серпня 1998). Заступник голови УНКМО з міжнародних питань. Увійшов до політвиконкому політради СПУ.
Брав активну участь в акції «Україна без Кучми». Представляв Громадянський комітет захисту Конституції на переговорах з представниками влади у лютому 2001 р.
У січні 2002 року вийшов з лав СПУ. Згодом перейшов до фракції Соціал-демократичної партії України (об'єднаної). На підтримку соціал-демократів висловився і очолюваний Місюрою Соціалістичний конгрес молоді.
2003 року закінчив Національну юридичну академію ім. Мудрого в Харкові. За фахом — юрист.
На виборах до Верховної Ради 2002 Вадим Місюра балотувався за списком СДПУ(О) як безпартійний (№ 30 в списку). Після виборів отримав партквиток. У березні 2003 р. обраний до політбюро партії, очолив Київську міську організацію СДПУ(О), до того нею керував Григорій Суркіс. З квітня 2005 р. до серпня 2007 року був заступником голови СДПУ(О).
У серпні 2005 р. став народним депутатом (замість померлого у червні 2005 р. Ігора Плужнікова). У Верховній Раді увійшов до комітету з питань регламенту, депутатської етики та організації роботи.
На виборах 2006 року балотувався за списком опозиційного блоку «НЕ ТАК!» (№ 33 в списку), але той не подолав 3-відсотковий бар'єр.
У 2007 здобув науковий ступінь кандидата наук з державного управління.
2007—2012 — керівник служби президента Федерації футболу України. З вересня 2012 — віце-президент Федерації футболу Києва, Президент Футбольної асоціації студентів Києва (обраний 2013), Віце-президент Всеукраїнської футбольної асоціації студентів (обраний 2016), Віце-президент Всеукраїнської спортивної студентської спілки України (обраний 2017).
2014—2015 — радник Міністра фінансів України.
2015—2021 —директор зі зв'язків з громадськістю букмекера «Parimatch». У 2017 р. обраний генеральним директор Всеукраїнського Союзу розвитку букмекерства.